# Laura Walker
Laura Walker (Estados Unidos, 1 de julio de 1970) es una nadadora estadounidense retirada especializada en pruebas de estilo libre, donde consiguió ser medallista de bronce olímpica en 1988 en los 4 x 100 metros estilo libre.

## Carrera deportiva
En los Juegos Olímpicos de Seúl 1988 ganó la medalla de bronce en los relevos de 4 x 100 metros estilo libre, con un tiempo de 3:44.25 segundos, tras Alemania Oriental (oro) y Países Bajos (plata), siendo sus compañeras de equipo las nadadoras: Mary Wayte, Mitzi Kremer, Dara Torres, Paige Zemina y Jill Sterkel.